# Linde (adelsslægt)
 For alternative betydninger, se Linde. (Se også artikler, som begynder med Linde)
Linde er navnet på en dansk lavadelig brevadelsslægt (de Linde) og på en borgerlig slægt.

## Våbenskjold
En voksende grøn lind i sølv felt over en rød skjoldfod, hvori en guld lindorm, på hjelmen en halv opspringende lindorm.

## Historie
Slægtens stamfader, Christen Linde (1626-1706), drev først handel i sin fødeby Holstebro, hvor også faderen var købmand, og efterhånden kom til så stor rigdom, at han kunne købe ikke færre end 12 jyske herregårde, heriblandt Volstrup, Kærgårdsholm og Pallisbjerg. I alt skal han have ejet over 3400 tdr. hartkorn. Ved patent af 17. oktober 1704 adledes han, næsten 78 år gammel. Adelspatentet findes i dag på Holstebro Museum.
Også hans sønner var jordegodsejere i stor stil. Både den ældste, Christen de Linde til Volstrup (1664-1723), og den yngste, Christian de Linde til Bækmark (1684-1753), har efterladt endnu blomstrende afkom. En af den sidstnævntes efterkommere, overførster i Slesvig, hofjægermester Hans Peter de Linde (1789-1835), fik ved patent af 11. juli 1810 tilladelse til at føre navnet Linde-Friedenreich og det Friedenreich'ske våben i forbindelse med sit eget. Hans efterslægt lever nu i Amerika. Adelsskabet til den linje har dog senere vist sig tvivlsomt, da Hans Peter de Linde måske ikke var i familie med de adelige de Linde'r. Hans fader, prokurator Jørgen Christian de Linde til Clausholm, ansøgte 17. oktober 1810 om fornyelse af adelspatentet, hvilket han fik af kongen den 23. november samme år. Jørgen Christian de Linde skriver, at det oprindelige adelspatent skulle være bortkommet, hvilket ikke har vist sig korrekt: "ved Ildebrands Tilfælde, er det Adelspatent bortkommet fra mig, som høysalige kong Frederik den Fjerde, under 17de October 1705, allernaadigst meddeelte min Stammefader Christen Linde til Wolstrup". Han kunne ikke præcist godtgøre, at han nedstammede fra Christen Linde.

## Borgerlig slægt
Linde kan også henvise til en fra Norge stammende slægt, der føres tilbage til foged i Ryfylke Christen Andersen, hvis søn, kaptajn Gabriel Linde (1654 – c. 1737), antog navnet. Han var fader til Arved Christian Linde (1683-1762), der kom til Danmark, hvor han blev etatsråd og zahlkasserer. Hans søn, kasserer ved Skatkamret, konferensråd Gabriel Linde (1715-1791), blev fader til zahlkasserer, virkelig etatsråd Conrad Daniel Linde (1754-1826). Blandt dennes børn skal nævnes den barnløse zahlkasserer, konferensråd Johan Gabriel Linde (1781-1864), kommandør for Landkadetkorpset, oberst kammerherre Georg Linde (1787-1847), i hvis hus prins Christian (9.) havde ophold 1831-35, og overlods for Fyn, kommandørkaptajn Knud Linde (1789-1846). Den anden af disse brødre var fader til departementschef i Kultusministeriet, kammerherre, konferensråd Andreas Conrad Putscher Linde (1814-1888). en varmtfølende, fintdannet og utrættelig embedsmand, der 1866-76 var konstitueret chef for Det kgl. Teater, uden at denne hans virksomhed dog satte større spor, endvidere til oberst af ingeniørerne Julius Georg Linde (1816-1881) og til overformynder, kammerherre Theodor Linde (1831-1894).